# گردش وحشیانه (فیلم ۱۹۶۰)
گردش وحشیانه (انگلیسی: The Wild Ride) فیلم اکشن آمریکایی به کارگردانی هاروی برمان با بازی جک نیکلسون می باشد که در سال ۱۹۶۰ منتشر شد.